# 유수 (관직)
유수(留守)는 과거 존재했던 관직 이름이다. 고려와 조선에서는 당시의 도읍지나 이전 도읍지, 국왕의 행궁이 있던 곳, 특히 조선의 경우 군사적인 요충지에 있던 유수부에 이들을 두었다. 당나라 송나라와 같은 나라들에서도 도읍지를 지키는데 사용되었다.